# Cabinet (États-Unis)
Pour les articles homonymes, voir Cabinet.

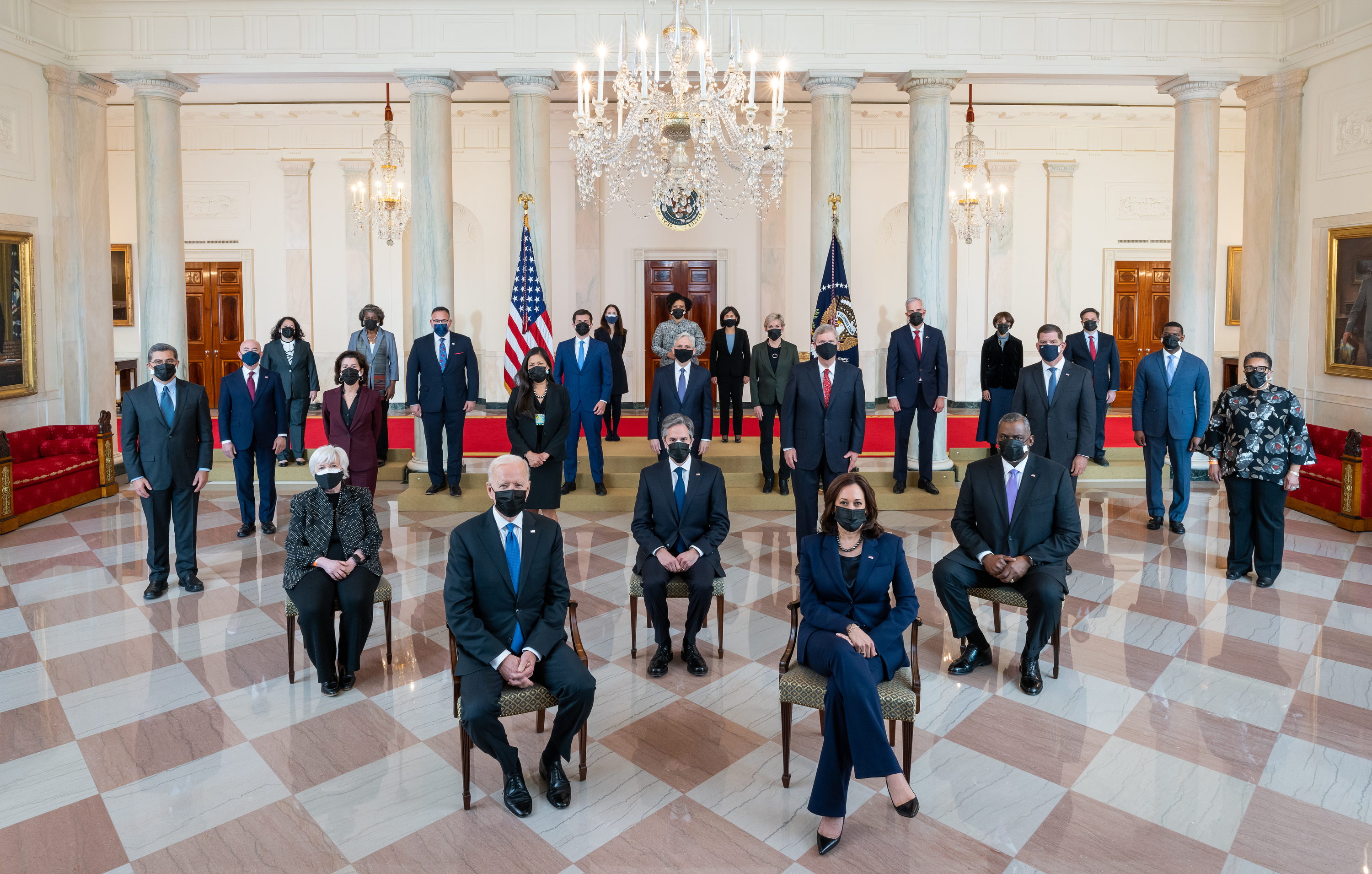
Le cabinet de l'administration Biden en avril 2021.
De gauche à droite et du premier plan à l'arrière plan : Joe Biden, Kamala Harris, Janet Yellen, Antony Blinken, Lloyd Austin, Xavier Becerra, Gina Raimondo, Deb Haaland, Merrick Garland, Tom Vilsack, Marty Walsh, Marcia Fudge, Alejandro Mayorkas, Miguel Cardona, Pete Buttigieg, Jennifer Granholm, Denis McDonough, Michael S. Regan, Isabel Guzman, Linda Thomas-Greenfield, Avril Haines, Shalanda Young, Katherine Tai, Cecilia Rouse et Ron Klain.

Le cabinet est la réunion des membres les plus importants de la branche exécutive du gouvernement fédéral des États-Unis. Le rôle du cabinet, déduit de la rédaction de la clause d'opinion (Article II, Section 2, Clause 1) de la Constitution des États-Unis est de servir de conseil au président.
Son existence remonte au premier président, George Washington, qui nomme un cabinet de quatre personnes pour le conseiller et l'assister dans ses tâches. Le XXVe amendement, datant de 1967, autorise le vice-président, ainsi que la majorité de certains membres du cabinet, à déclarer le président « incapable de s'acquitter des pouvoirs et des devoirs de sa charge ». Parmi les membres du cabinet se trouvent le vice-président, les quinze secrétaires (Secretaries), à la tête de départements exécutifs fédéraux, ainsi que huit autres officiels. Ces derniers sont nommés par le président et confirmés à leur poste par le Sénat.
Tous — s'ils sont éligibles du fait de leur naissance en tant que citoyens américains — font partie de l'ordre de succession présidentielle. À l'exception du vice-président, les membres du cabinet servent à la discrétion du président qui peut les démettre sans avoir à se justifier. Comme tous les officiels fédéraux, les membres du cabinet peuvent être soumis à une procédure d'impeachment par la Chambre des représentants et être jugés par le Sénat pour « trahison, corruption et autres crimes et délits graves ». Le président peut aussi unilatéralement désigner des membres de son équipe à la Maison-Blanche et des chefs d'agence indépendante gouvernementale comme membres du cabinet. Cela n'accorde aucun pouvoir supplémentaire sauf celui d'assister aux réunions du cabinet mais il s'agit d'un marqueur symbolique de statut.

### Ordre de succession

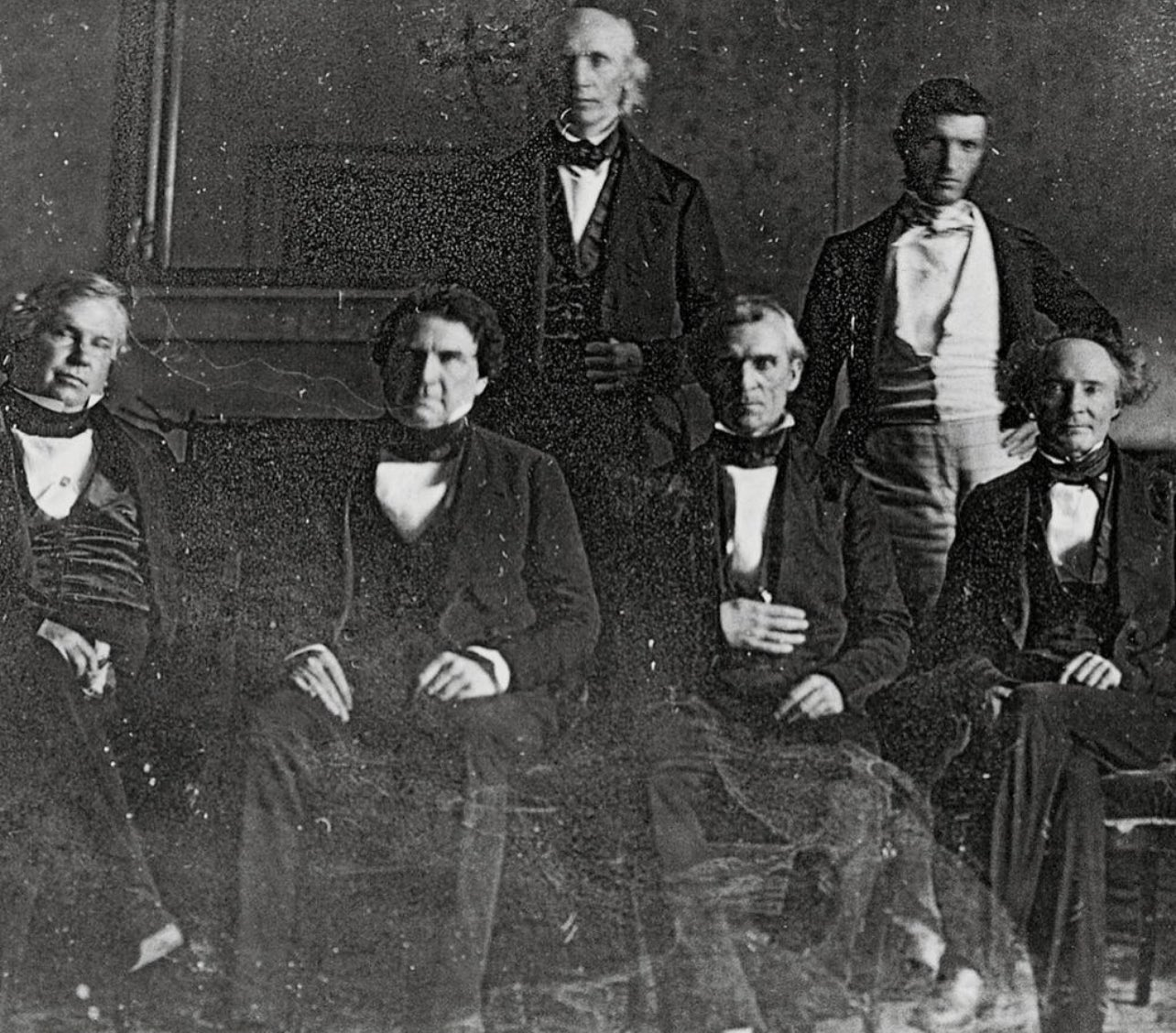
Le cabinet Polk (1845), le premier à être photographié.
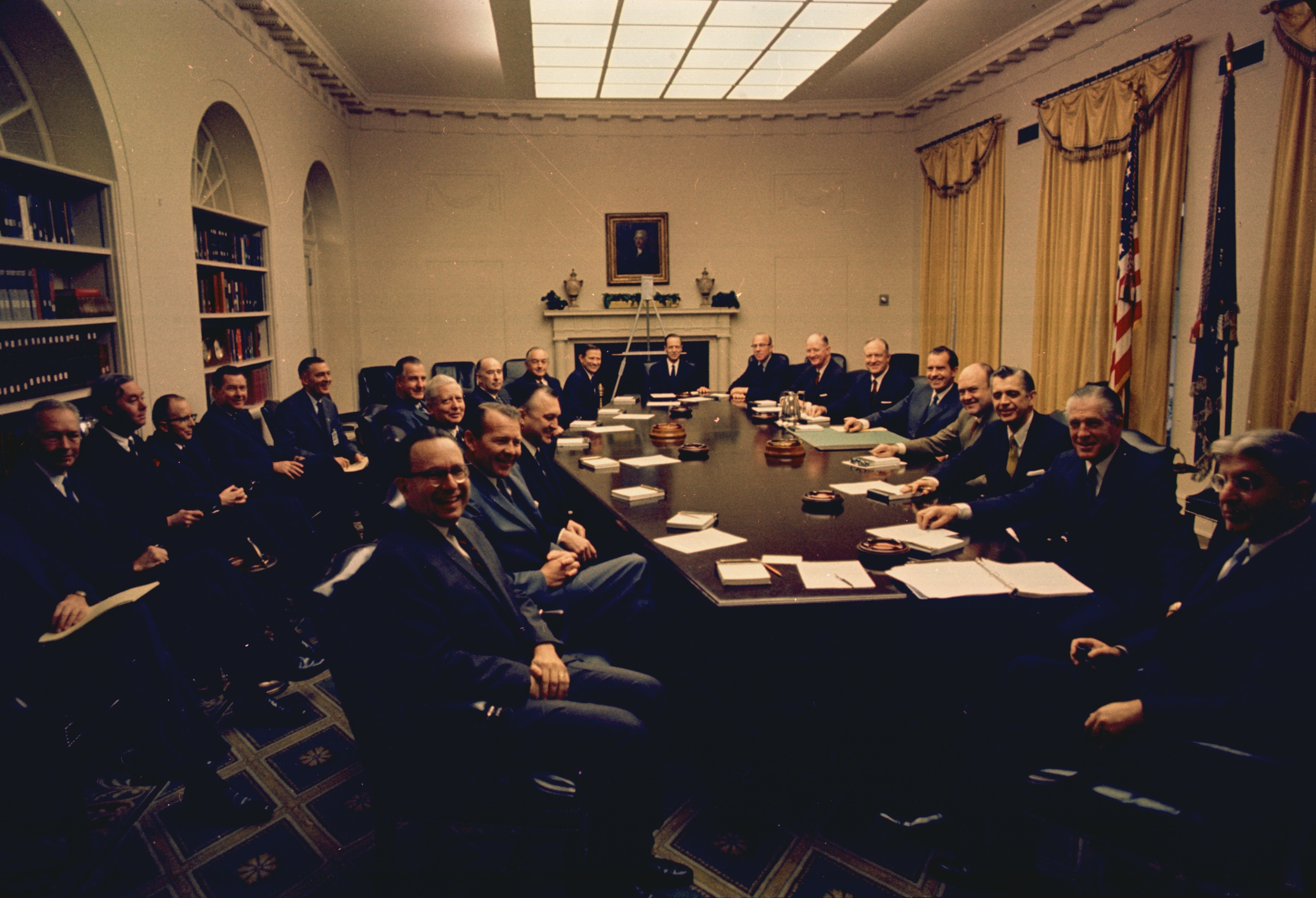
Le cabinet Nixon (1970).
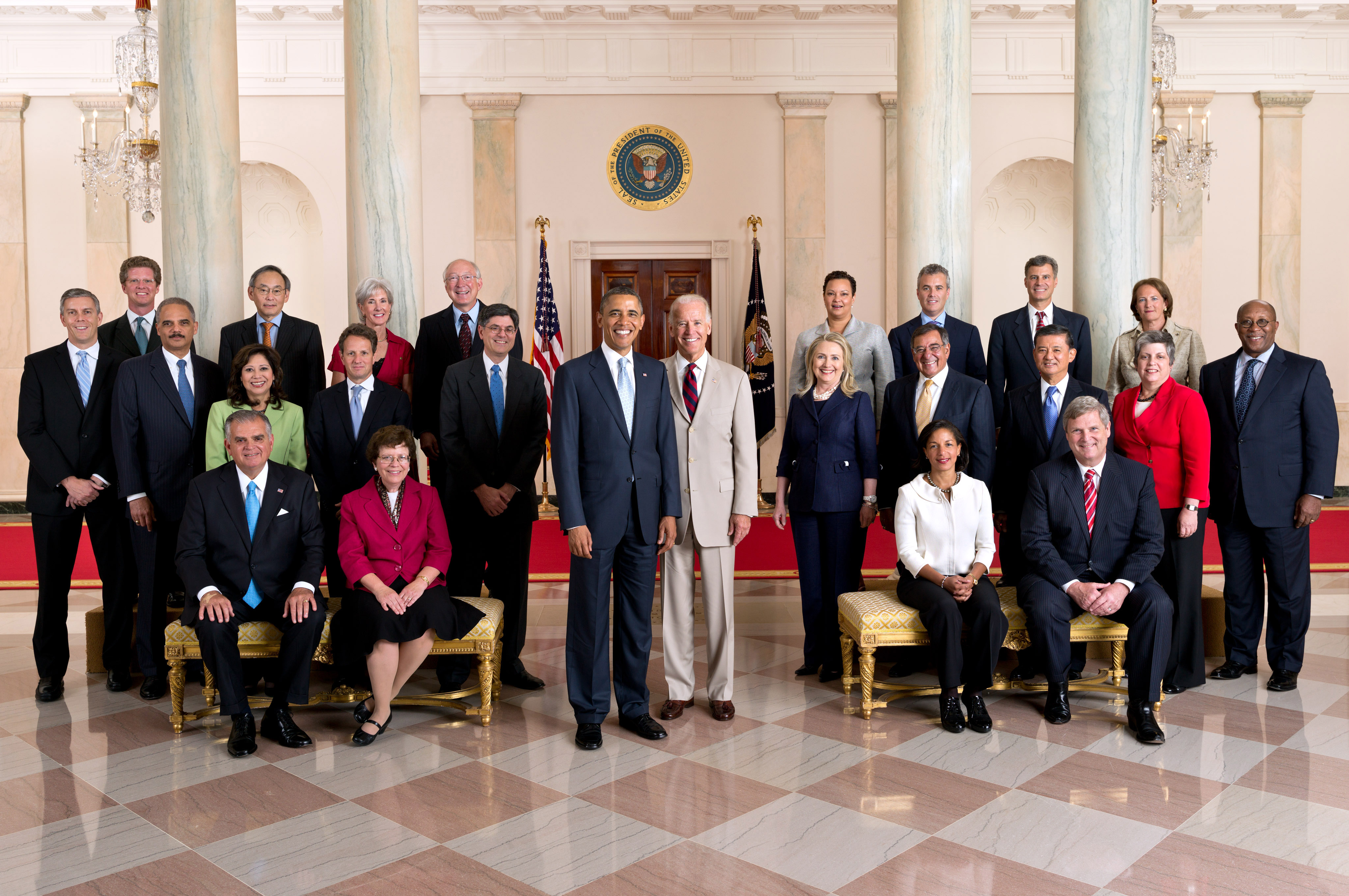
Le cabinet Obama (2012).
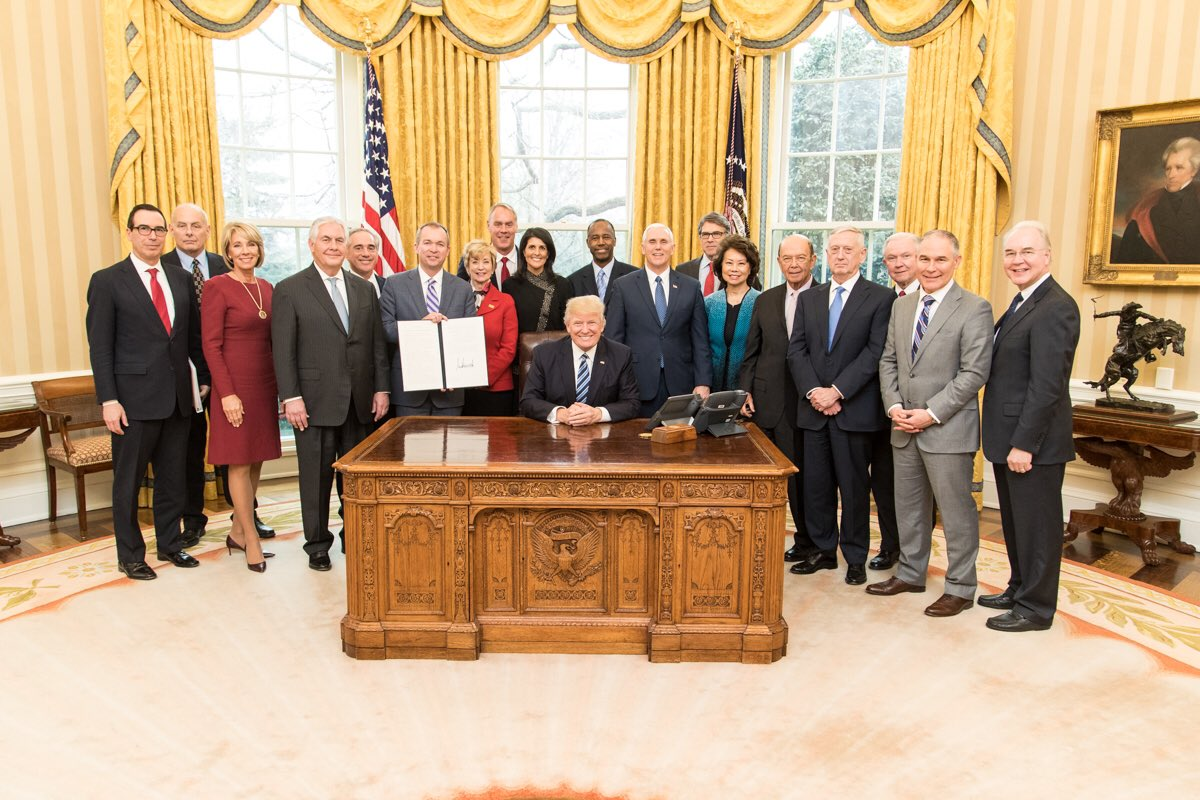
Le cabinet Trump (2017).

## Bases constitutionnelle et légale